# 석성 석성리 고인돌군
석성 석성리 고인돌군은 충청남도 부여군 석성면에 있다. 2001년 1월 3일 부여군의 향토문화유산 제34호로 지정되었다.

## 개요
유적 일대는 현재 민가와 경작지로 인해 고인돌의 축조 당시의 지면이 많이 침식되어 고인돌은 모두 현재 지면보다 50∼60cm가량 더 높게 자리하고 있는데 고인돌이 되괴되는 것을 막기 위해 주민들이 석괴로 채웠다.
고인돌은 현재 4기이다
- 1호분 : 민가밖 길 가운데 화단처럼 조성되어 있는 것으로서, 3.5×2.2×0.55m의 크기의 타원형이다. 고인돌의 상석아래 쪽에 약60cm가량 후대에 보축된 돌들로 채워져 있다.
- 2호분 : 1.2×0.8×0.6cm가량의 소형인데, 1호분과 너무 근접되어 있는 점이나 그 규모가 지나치게 작은 점으로 보아 1호분의 상석의 일부가 떨어져 나온 것이 아닌가 의심된다.
- 3호분 : 민가 문간 채 밖에 있다. 전체 모양은 장방형에 가까운데 3.3×1.2×0.6m의 크기이다. 1호분과 마찬가지로 개석의 하단부가 약60cm가량 지면으로부터 올라와 있다.
- 4호분 : 민가내의 본채 서남쪽에 있다. 2.2×0.9×0.65m의 사다리꼴 모양인데 다른 고인돌과 달리 개석 하단은 일부 토층에 묻혀 있다.

석성리 고인돌군의 각 고인돌의 간격은 다음과 같다.
- 1호⇔2호 : 약 0.5m
- 1호⇔3호 : 약 5m
- 1호⇔4호 : 약 20m